# Annobón

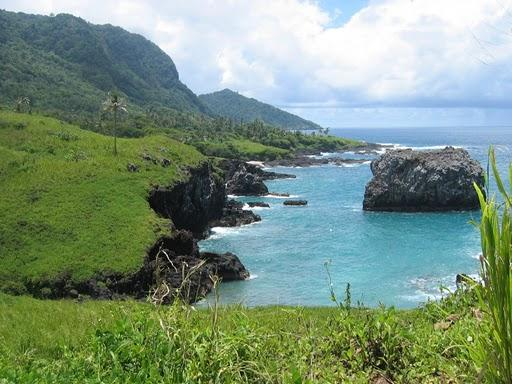
Annobón

Annobón (portugiesisch Ano Bom, von 1973 bis 1979 in Pagalu umbenannt) ist eine Insel im Atlantischen Ozean und gleichzeitig eine der acht Provinzen Äquatorialguineas mit der Hauptstadt San Antonio de Palé.

## Geographie
Die Insel liegt 189 km südwestlich von São Tomé und 503 km von Mbini (früher Río Muni) entfernt (von der Insel Annobón bis zur Stadt Bata 587 km), dem Festlandsteil Äquatorialguineas. Die gabunische Küste ist dagegen nur 352 km entfernt.
Die Insel ist 6,4 km lang, bis zu 3,2 km breit sowie 17,0 km² groß. Rund 5300 Einwohner verteilen sich auf die Dörfer San Antonio de Palé, Anganchi, Aual und Mábana. Sie stammen von Sklaven ab, die von Spaniern und Portugiesen auf die Insel gebracht wurden.
Annobón ist vulkanischen Ursprungs. Der Gipfel des Macizo Santa Mina erreicht eine Höhe von 613 m, der Pico Quioveo 598 m, und der Pico Lago 525 m über dem Meer. Im Norden der Insel befindet sich der Kratersee Lago Mazafim.
Je nach Definition liegt die Insel im oder außerhalb des Golf von Guinea. Nach der üblichen Grenzziehung der International Hydrographic Organization zwischen Cap Lopez in Gabun und Cape Palmas in Liberia liegt sie jedoch außerhalb.

## Sprache
Auf Annobón wird Fá d'Ambô gesprochen (auch Annobonense oder Annobonés), eine auf dem Portugiesischen basierende Kreolsprache, die größere Ähnlichkeit mit dem Kreolischen auf São Tomé und Príncipe hat als mit dem Kreolischen des Festlandes oder von Bioko. Landesweit wird sie von ca. 3500 Menschen gesprochen (außer auf Annobón auch in einem Barrio von Malabo).

## Geschichte
Die damals unbewohnte Insel wurde am 1. Januar 1472 von den portugiesischen Seefahrern Pêro Escobar und João de Santarém für Europa entdeckt und nach dem portugiesischen Neujahrsgruß „Ano bom“ (Gutes Jahr) benannt. Ab 1474 besiedelten die Portugiesen die Insel mit angolanischen Sklaven, die sie über São Tomé hierher brachten. Die Portugiesen überließen Annobón 1778 im Vertrag von El Pardo Spanien und erhielten als Ausgleich dazu Gebiete in Südamerika. Später wurde Annobón mit dem Festlandgebiet Río Muni und der Insel Bioko zu einer einzigen Kolonie zusammengelegt, aus der am 12. Oktober 1968 der unabhängige Staat Äquatorialguinea entstand.
Von den 1820er bis in die 1880er Jahre suchten Walfänger aus den Vereinigten Staaten die ansonsten wenig frequentierte Insel häufig und regelmäßig auf, um sich für die Jagd auf Pottwale und Buckelwale in den umliegenden Seegebieten zu verproviantieren. Für die Bevölkerung entwickelte sich der Tauschhandel mit den Mannschaften zu einer wichtigen Bezugsquelle für Eisenwerkzeuge und andere Dinge, die auf Annobón nicht produziert werden konnten. Mitunter heuerten Annobonesen als Saisonarbeiter auf den Schiffen an; einige migrierten auf diesem Weg in die Vereinigten Staaten. Aus der Beobachtung der amerikanischen Walfänger heraus begann die Bevölkerung in der zweiten Hälfte des 19. Jahrhunderts selbst mit der Jagd auf Wale. Mindestens bis in die 1970er Jahre liefen Annobonesen in Kanus zur Jagd auf Buckelwalkälber aus und nutzten deren Fleisch zur Selbstversorgung.
Francisco Macías Nguema verfügte 1973 eine Umbenennung der Insel in Pagalu, was so viel wie „großer Hahn“ bedeutet. Der Hahn (Symbol für Wachsamkeit und Virilität) war das persönliche Symbol des Diktators, das auch im Staatswappen und auf Banknoten erschien. 1979 wurde sie wieder umbenannt.

## Umweltprobleme
In den 1980er und frühen 1990er Jahren sollen angeblich tausende Tonnen Giftmüll und Nuklearmüll mit Erlaubnis von Teodoro Obiang Nguema Mbasogo, des Präsidenten Äquatorialguineas, auf der Insel entsorgt worden sein. Sichere Quellen hierfür sind nicht bekannt.